# Olaf Schade

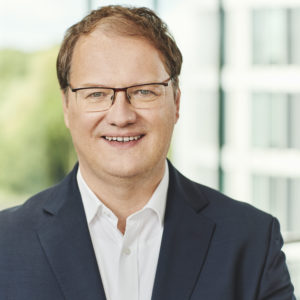
Olaf Schade (2020)

Olaf Bernd Dieter Schade (* 2. Mai 1968 in Bochum) ist ein deutscher Kommunalpolitiker (SPD). Der Sozialdemokrat ist seit Oktober 2015 hauptamtlicher Landrat des Ennepe-Ruhr-Kreises. 

## Ausbildung
Nach bestandenem Abitur leistete Olaf Schade seinen Zivildienst ab und studierte anschließend von 1989 bis 1997 Rechtswissenschaften an der Ruhr-Universität Bochum. 1997 schloss er sein Studium mit dem zweiten Juristischen Staatsexamen ab.

## Beruflicher Werdegang
Nach dem Studium arbeitete Olaf Schade zunächst als wissenschaftlicher Mitarbeiter für verschiedene Abgeordnete. Anschließend war er als Referent bei der Landesbeauftragten für Datenschutz in Düsseldorf und zwei Jahre als Dezernent bei der Bezirksregierung Köln tätig. Ab 2003 arbeitete Schade bei der SPD-Landtagsfraktion NRW. 2010 wechselte er in die Verwaltung des Landtags Nordrhein-Westfalen, wurde Referatsleiter für Parlamentsrecht und Europa und leitete ab 2012 bis 2015 das Präsidialbüro von Landtagspräsidentin Carina Gödecke.
Als juristischer Mitarbeiter der Landtagsverwaltung war Schade 2012 maßgeblich an der Auflösung der rot-grünen Minderheitsregierung von Ministerpräsidentin Hannelore Kraft beteiligt. In seinem Vermerk zur zweiten Lesung des NRW-Haushaltentwurfs kam Schade zu dem Ergebnis, dass der Landeshaushalt als abgelehnt gilt, wenn auch nur ein Einzeletat in zweiter Lesung von den Fraktionen verworfen werde. Bereits im Vorfeld zeichnete sich ab, dass nicht alle Fraktionen den Haushaltsentwurf mittragen würden.
In Folge wurde der Einzelplan 03 (Ministerium für Inneres und Kommunales) des vorgelegten Haushalts am 14. März 2012 von den Oppositionsparteien abgelehnt. Der Haushalt galt nach Schades Vermerk somit insgesamt als abgelehnt – eine Auffassung, die unter Juristen umstritten ist. Der Landtag löste sich noch am selben Tag auf und die Landtagswahl in Nordrhein-Westfalen 2012 fand als vorgezogene Wahl am 13. Mai 2012 statt.

## Politik
Zunächst war Olaf Schade Mitglied der Partei Bündnis 90/Die Grünen. Wenige Jahre später wechselte er im Zuge der Stilllegung der Henrichshütte in Hattingen zu den Jusos, um sich für eine soziale Lösung der ehemaligen Hüttenmitarbeiter im Revier einzusetzen. Als Mitglied der SPD ist Schade seit 1994 Mitglied des Kreistages des Ennepe-Ruhr-Kreises. Im Oktober 2015 wurde er zum Landrat des Ennepe-Ruhr-Kreises gewählt. Im September 2020 stellte er sich zur Wiederwahl und wurde am 13. September 2020 wiedergewählt.

## Privates
Olaf Schade lebt in Hattingen. Er ist verheiratet und Vater eines erwachsenen Sohnes.

## Ämter und Funktionen
Verbunden mit seinem Amt als Landrat hat Olaf Schade zahlreiche Ämter und Mandate übernommen:
- Vorstandsmitglied Landkreistag NRW
- Mitglied von Verbandsversammlung und Kommunalrat beim Regionalverband Ruhr
- Vorstandsmitglied beim Altlastensanierungsverband NRW
- Mitglied der Verbandsversammlung bei Eko-City
- Aufsichtsratsvorsitzender des Wirtschaftsförderungsagentur Ennepe-Ruhr
- Aufsichtsratsvorsitzender der Aktiengesellschaft für Versorgungsunternehmen